# Фентъзи (филмов жанр)
Фентъзи филм представлява филм с фентъзи елементи, обикновено включващ магия, свръхестествени събития, измислени създания или екзотични светове. Жанрът се разглежда отделно от научнофантастичните и хорър филмите, въпреки че трите се застъпват.